# Зондерлагер
Зондерлагер је био термин који су нацисти користили за означавање специјалних логора у систему концентрационих логора у којима су држани затвореници који су представљали посебну претњу или захтевали повећану контролу.

## Историја и сврха
Зондер кампови су углавном створени за политичке затворенике, ратне заробљенике, Јевреје и друге групе које је нацистички режим сматрао „опасним“. Логоре овог типа су карактерисале појачане мере безбедности и посебно оштри услови заточења, често праћени медицинским експериментима и масовним погубљењима затвореника.

## Услови задржавања
Затвореници логора Зондер били су подвргнути посебно оштром третману, укључујући мучење и принудни рад. Често су такви логори постајали места за нацистичке медицинске експерименте. На пример, експерименти на људима вршени су у логору Сацхсенхаусен, што је додатно повећало неподношљиве услове затвора.

## Разлике са другим камповима
Зондер логори су се разликовали од редовних концентрационих логора по томе што су затвореници углавном били лишени права и нису имали приступ минималним средствима за преживљавање. У таквим логорима, по правилу, није била предвиђена радна служба, која је у другим логорима понекад могла продужити живот затвореника.

## Закључак
Кампови Зондер су играли кључну улогу у нацистичкој политици геноцида и постали су симбол ужасних злочина против човечности. Ови логори остају важан подсетник на жртве нацистичког режима и важност борбе за људска права у условима државног терора.